# Trung Lộc, Nghệ An
Trung Lộc là một xã thuộc tỉnh Nghệ An, Việt Nam. Xã được hình thành trên cơ sở sáp nhập các xã Nghi Long, Nghi Quang, Nghi Thuận và Nghi Xá của huyện Nghi Lộc trong đợt Sáp nhập tỉnh thành Việt Nam 2025.

## Địa lý
Xã Trung Lộc có vị trí địa lý:
- Phía Đông giáp xã Đông Lộc, xã Hải Lộc và phường Cửa Lò;
- Phía Nam giáp xã Nghi Lộc và xã Đông Lộc;
- Phía Tây giáp xã Thần Lĩnh;
- Phía Bắc giáp xã Hải Lộc.

Xã Trung Lộc có diện tích tự nhiên 31,35 km².

## Hành chính và tên gọi
Xã Trung Lộc được thành lập theo Nghị quyết số 1678/NQ-UBTVQH15 của Ủy ban Thường vụ Quốc hội Việt Nam, ban hành ngày 16 tháng 6 năm 2025. Theo đó, sắp xếp toàn bộ diện tích tự nhiên, quy mô dân số của các xã Nghi Long, Nghi Quang, Nghi Thuận và Nghi Xá thuộc huyện Nghi Lộc trước đây thành một xã mới có tên gọi là xã Trung Lộc.
Trước đó, theo Đề án sắp xếp đơn vị hành chính cấp xã tỉnh Nghệ An, xã này là xã Nghi Lộc 4.
Sau sắp xếp xã có diện tích tự nhiên: 31,35 km², quy mô dân số: 31.182 người.